# أولاد موسى (أولاد زعيم)
أولاد موسى هو دُوَّار يقع بجماعة عين الصفا، عمالة وجدة أنكاد، جهة الشرق في المملكة المغربية. ينتمي الدوّار لمشيخة أولاد زعيم التي تضم 8 دواوير. يقدر عدد سكانه بـ 111 نسمة حسب الإحصاء الرسمي للسكان والسكنى لسنة 2004.

## روابط خارجية
- البوابة الوطنية للجماعات الترابية
- المندوبية السامية للتخطيط